# George D. Klein
George DeVries Klein (* 21. Januar 1933 in Den Haag; † 30. April 2018) war ein niederländisch-US-amerikanischer Geologe (Sedimentologie, Erdölgeologie).

## Leben
Klein wanderte in die USA aus und studierte Geologie an der Wesleyan University mit dem Bachelor-Abschluss 1954 und der University of Kansas in Lawrence mit dem Master-Abschluss 1957. Während dieser Zeit (1955/56)  arbeitete er auch für den Geological Survey von Kansas. Er wurde 1960 an der Yale University promoviert und arbeitete dann als Erdölgeologe für Sinclair Research. 1961 wurde er Assistant Professor an der University of Pittsburgh und 1963 an der University of Pennsylvania, an der er Associate Professor wurde. 1970 wurde er Associate Professor und 1972 Professor an der University of Illinois at Urbana-Champaign. 1993 wurde er emeritiert und wurde Präsident des New Jersey Marine Sciences Consortium. Außerdem leitete er von 1970 bis 1996 eine eigene geologische Beratungsfirma und war ab 1996 beratender Geologe in der Erdölindustrie.
Er ist bekannt für die Entwicklung von Modellen für Erdöllagerstätten in Sedimenten mit Anwendung in der Erdölsuche. Dabei entwickelte er auch das Konzept von Tidaliten (durch Gezeitenströmungen  abgelagerte Sedimente) und er entwickelte ein Modell der Bildung von kratonischen (auf Kontinentalplatten gelegenen) Becken und der Bildung von Sandsteinen über Graniten an den Bruchzonen von Kontinenten (Kontinentalrändern). Er entwickelte neue Feldmethoden zur Identifizierung von Seesedimenten. Klein war auch selbst in der Erdölexploration tätig.
1969 war er Visiting Fellow an der Universität Oxford, 1974 Gastprofessor an der Oregon State University, 1979/80 an der Universität Chicago, 1980 an der Seoul National University und 1983 war er Gastwissenschaftler der Japan Society for the Promotion of Science und Gastprofessor für Ozeanographie an der Universität Tokio. 1989 war er Fulbright Fellow an der Freien Universität Amsterdam. Er war auch Gastprofessor an der Universität Utrecht und der Scripps Institution.
Im Jahr 2000 erhielt er den Laurence L. Sloss Award der Geological Society of America.

## Schriften (Auswahl)
- Sandstone Depositional Models for Exploration for Fossil Fuels, Kluwer, 3. Auflage 1985
- als Herausgeber: Holocene Tidal Sedimentation, Benchmark Papers in Geology 30,  Hutchinson and Ross 1978
- Clastic Tidal Facies, Champaign, Illinois, 1977

Von ihm stammt auch eine Autobiographie (Rocknocker: A Geologist’s Memoir, 2009) und ein Roman-Manuskript über Geologen im Universitätsleben (Dissensions).